# Гіллсдейл (Мічиган)
Гіллсдейл (англ. Hillsdale) — місто (англ. city) в США, в окрузі Гіллсдейл штату Мічиган. Населення — 8036 осіб (2020).

## Географія
Гіллсдейл розташований за координатами 41°55′42″ пн. ш. 84°38′12″ зх. д. / 41.92833° пн. ш. 84.63667° зх. д. (41.928411, -84.636658). За даними Бюро перепису населення США в 2010 році місто мало площу 16,02 км², з яких 15,32 км² — суходіл та 0,70 км² — водойми.

### Клімат
| Клімат : Гіллсдейл           | Клімат : Гіллсдейл | Клімат : Гіллсдейл | Клімат : Гіллсдейл | Клімат : Гіллсдейл | Клімат : Гіллсдейл | Клімат : Гіллсдейл | Клімат : Гіллсдейл | Клімат : Гіллсдейл | Клімат : Гіллсдейл | Клімат : Гіллсдейл | Клімат : Гіллсдейл | Клімат : Гіллсдейл | Клімат : Гіллсдейл |
| Показник                     | Січ.               | Лют.               | Бер.               | Квіт.              | Трав.              | Черв.              | Лип.               | Серп.              | Вер.               | Жовт.              | Лист.              | Груд.              | Рік                |
| Середній максимум, °C        | −1,1               | 1,1                | 6,7                | 14,4               | 20,6               | 25,6               | 27,8               | 26,7               | 22,8               | 15,6               | 8,3                | 1,1                | 14,1               |
| Середній мінімум, °C         | −9,4               | −8,9               | −4,4               | 1,7                | 7,8                | 13,3               | 15,0               | 13,9               | 9,4                | 3,9                | −1,1               | −6,7               | 2,9                |
| ---------------------------- | ------------------ | ------------------ | ------------------ | ------------------ | ------------------ | ------------------ | ------------------ | ------------------ | ------------------ | ------------------ | ------------------ | ------------------ | ------------------ |
| Джерело: "U.S. Climate Data" |                    |                    |                    |                    |                    |                    |                    |                    |                    |                    |                    |                    |                    |

## Демографія
Згідно з переписом 2010 року, у місті мешкало 8305 осіб у 2970 домогосподарствах у складі 1686 родин. Густота населення становила 518 осіб/км². Було 3383 помешкання (211/км²).
Расовий склад населення:
| - 95,8 % — білих - 0,7 % — чорних або афроамериканців - 0,7 % — азіатів - 0,4 % — корінних американців |

До двох чи більше рас належало 2,0 %. Частка іспаномовних становила 2,3 % від усіх жителів.
За віковим діапазоном населення розподілялося таким чином: 22,1 % — особи молодші 18 років, 64,3 % — особи у віці 18—64 років, 13,6 % — особи у віці 65 років та старші. Медіана віку мешканця становила 30,2 року. На 100 осіб жіночої статі у місті припадало 88,6 чоловіків; на 100 жінок у віці від 18 років та старших — 83,2 чоловіків також старших 18 років.
Середній дохід на одне домашнє господарство становив 43 103 долари США (медіана — 30 108), а середній дохід на одну сім'ю — 56 372 долари (медіана — 43 587). Медіана доходів становила 36 884 долари для чоловіків та 27 923 долари для жінок. За межею бідності перебувало 30,9 % осіб, у тому числі 37,8 % дітей у віці до 18 років та 13,0 % осіб у віці 65 років та старших.
Цивільне працевлаштоване населення становило 3495 осіб. Основні галузі зайнятості: освіта, охорона здоров'я та соціальна допомога — 33,1 %, виробництво — 16,8 %, роздрібна торгівля — 15,9 %, мистецтво, розваги та відпочинок — 15,7 %.